# Sprint Corporation
Sprint Nextel Corporation (NYSE: S) era un'azienda di telecomunicazioni statunitense con sede a Overland Park, Kansas (USA). Era la terza compagnia mobile degli Stati Uniti con 55,6 milioni di clienti.
Il primo aprile 2020, la Sprint Corporation ha completato la fusione con T-Mobile US. Il marchio Sprint è stato dismesso il 2 agosto 2020 a favore di T-Mobile.

## Sponsorizzazioni principali

### Nello sport
Dal 1º gennaio 2008 la Sprint Nextel è lo sponsor principale delle NASCAR Sprint Cup Series, la più importante delle tre serie di competizioni automobilistiche della NASCAR, serie precedentemente chiamata "NEXTEL Cup Series".
La Sprint Nextel detiene i diritti sul nome dello Sprint Center, complesso sportivo di Kansas City, Missouri, USA.

## Principali aziende concorrenti di Sprint Nextel
- AT&T
- Century Link
- T-Mobile USA
- U.S. Cellular
- Verizon
- Verizon Wireless